# Street Gangs
Street Gangs (ダウンタウン熱血物語?, Downtown Nekketsu Monogatari) è un videogioco del genere picchiaduro a scorrimento sviluppato e pubblicato nel 1989 da Technos Japan Corporation per Nintendo Entertainment System. Distribuito anche con il titolo River City Ransom, il gioco è stato in seguito convertito per PC Engine, Sharp X68000 e Game Boy Advance, quest'ultimo commercializzato come River City Ransom EX. Il videogioco, appartenente alla serie Kunio-kun, è stato successivamente reso disponibile per Wii tramite Virtual Console.

## Modalità di gioco
La trama segue le gesta di Alex e Ryan (Kunio e Riki nella versione giapponese), due studenti che devono attraversare River City nel tentativo di liberare la loro scuola e la ragazza di Ryan, entrambe nelle grinfie di un "cattivo" di nome Slick. Durante il tragitto combatteranno numerose gang di studenti, oltre che a boss e sotto-boss. I nemici sconfitti lasciano cadere una moneta; queste, se raccolte, possono essere utilizzate per acquistare del cibo in appositi negozi: con quest'ultimo è possibile aumentare le statistiche e le abilità nel combattimento del personaggio.
River City Ransom, come la maggior parte dei titoli per console dell'epoca, utilizza un sistema di password per "salvare" le caratteristiche e i progressi del giocatore.

## Localizzazione
River City Ransom è l'adattamento del titolo giapponese Downtown Nekketsu Monogatari; come per altri titoli, sono state apportate alcune modifiche con lo scopo di rendere il titolo più vicino alla cultura occidentale. Ad esempio, gli sprite dei protagonisti sono stati ridisegnati, per sostituire l'uniforme scolastica con jeans e t-shirt; è stata inoltre eliminata l'opzione per selezionare una terza difficoltà di gioco, e un'altra che permetteva a due giocatori umani di danneggiarsi a vicenda nella modalità multiplayer.
La traduzione dei dialoghi ha dato vita ad alcuni curiosi adattamenti: fra tutti l'esclamazione "BARF!", pronunciata dai nemici sconfitti e che nello slang americano significa vomito.

## Versioni

### X68000
La versione per l'home computer della Sharp, distribuita nel 1990, presenta una grafica leggermente migliorata, un maggior numero di sprite su schermo e livelli più estesi.

### PC Engine
La versione per PC Engine, pubblicata su CD-ROM nel 1993, presenta una grafica migliorata, musiche in tracce audio e voci digitalizzate.

### Game Boy Advance
La versione Game Boy Advance, denominata River City Ransom EX (Downtown Nekketsu Monogatari EX in Giappone), è stato sviluppato da Million e pubblicato da Atlus nel 2004.

### Virtual Console
La versione per Virtual Console è stata distribuita da Arc System Works per il Giappone il 23 ottobre 2007; in Europa è stato distribuito il corrispettivo PAL, ovvero Street Gangs, il 21 febbraio 2008. Infine negli Stati Uniti è disponibile a partire dal 21 aprile 2008. Da Luglio 2013 è disponibile anche sulla Virtual Console NES del Nintendo 3DS.

## Serie
Nel 2002 un aspirante game designer, tester della Atari e fan da lungo tempo del gioco, ha ottenuto i diritti per la produzione di un seguito, denominato River City Ransom 2. Tuttavia il progetto è stato fermato quando, nel 2004, è stato annunciato il remake per Game Boy Advance River City Ransom EX.
- River City Ransom (1989)
- Downtown Special: Kunio-kun no Jidaigeki da yo Zen'in Shūgō! (1991)
- River City Ransom EX (2004)